# 伊恩·森逊
伊恩·森逊（又名伊恩·辛普森，1968年11月14日—），国籍為英國，2009年9月8日由于北安普顿足球俱乐部开季成绩未符理想，接替原任教超过两年半的主教练斯图亚特·格雷（Stuart Gray）领军北安普顿。 